# Veleso
Veleso (lombardul: Veles) település Olaszországban, Lombardia régióban, Como megyében. Lakosainak száma 208 fő (2023. január 1.). Veleso Bellagio, Lezzeno, Nesso és Zelbio községekkel határos.

## Népesség
A település lakossága az elmúlt években az alábbi módon változott:
| Lakosok száma | 224  | 219  | 208  |
|               | 2017 | 2018 | 2023 |